# Фрей-Паулу
Фрей-Паулу (порт. Frei Paulo)  —  муниципалитет в Бразилии, входит в штат Сержипи. Составная часть мезорегиона Сертан штата Сержипи. Входит в экономико-статистический  микрорегион Карира. Население составляет 13 226 человек на 2006 год. Занимает площадь 406,8 км². Плотность населения — 32,51 чел./км².

## История
Город основан в 1890 году.

## Статистика
- Валовой внутренний продукт на 2004 составляет 41.559.745,00 реалов (данные: Бразильский институт географии и статистики).
- Валовой внутренний продукт на душу населения на 2004 составляет 3.235,98 реалов (данные: Бразильский институт географии и статистики).
- Индекс развития человеческого потенциала на 2000 составляет 0,646 (данные: Программа развития ООН).